# 比登科普夫
比登科普夫是德国黑森州的一个市镇。总面积90.33平方公里，总人口13,187人，其中男性6,468人，女性6,719人（2011年12月31日），人口密度146人/平方公里。

## 友好城市
- 法國 卢瓦尔河畔拉沙里泰